# Міст Століття (Юрбаркас)
Міст Століття (лит. Šimtmečio tiltas) — автомобільний міст через річку Німан в Юрбаркасі, Литва. Є частиною дороги КК137, що з'єднує Юрбаркас і Пілвишкяй. Найдовший автомобільний міст Литви.

## Розташування
Міст поєднує Юрбаркас (Юрбаркський район) та Кидуляй (Шакяйський район). Вище за течією знаходиться Лампеджяйський міст, нижче за течією — міст королеви Луїзи.

## Назва
Спочатку міст називався Юрбаркським (лит. Jurbarko tiltas). 24 серпня 2018 року, за ініціативою Литовської дирекції автомобільних доріг і мерії Юрбаркського району, міст отримав назву міст Століття (лит. Šimtmečio tiltas) на честь відзначення 100-річчя здобуття Литвою незалежності.

## Історія
Під час Першої світової війни німецькими військовими був побудований тимчасовий понтонний міст через Німан у Юрбаркасі. У грудні 1975 року розпочалося будівництво залізобетонного мосту. Проект був розроблений Київською філією Союздорпроекту. Роботи проводилися Ризьким мостобудівельним трестом під керівництвом А. Янкаускаса (лит. Antanas Jankauskas). Відкриття мосту відбулося 3 листопада 1978 року.
У 2017 році був проведений капітальний ремонт мосту, що включав в себе ремонт і посилення залізобетонних конструкцій, заміну гідроізоляції та покриття проїзної частини і тротуарів, облаштування системи водовідведення, установку нового перильного огородження. Замовником робіт була Литовська дирекція автомобільних доріг (лит. Lietuvos automobilių kelių direkcija), а генеральним підрядником — компанія UAB «Tilsta».
У серпні 2018 року при в'їздах на міст були встановлені металеві стели з назвою мосту.

## Конструкція

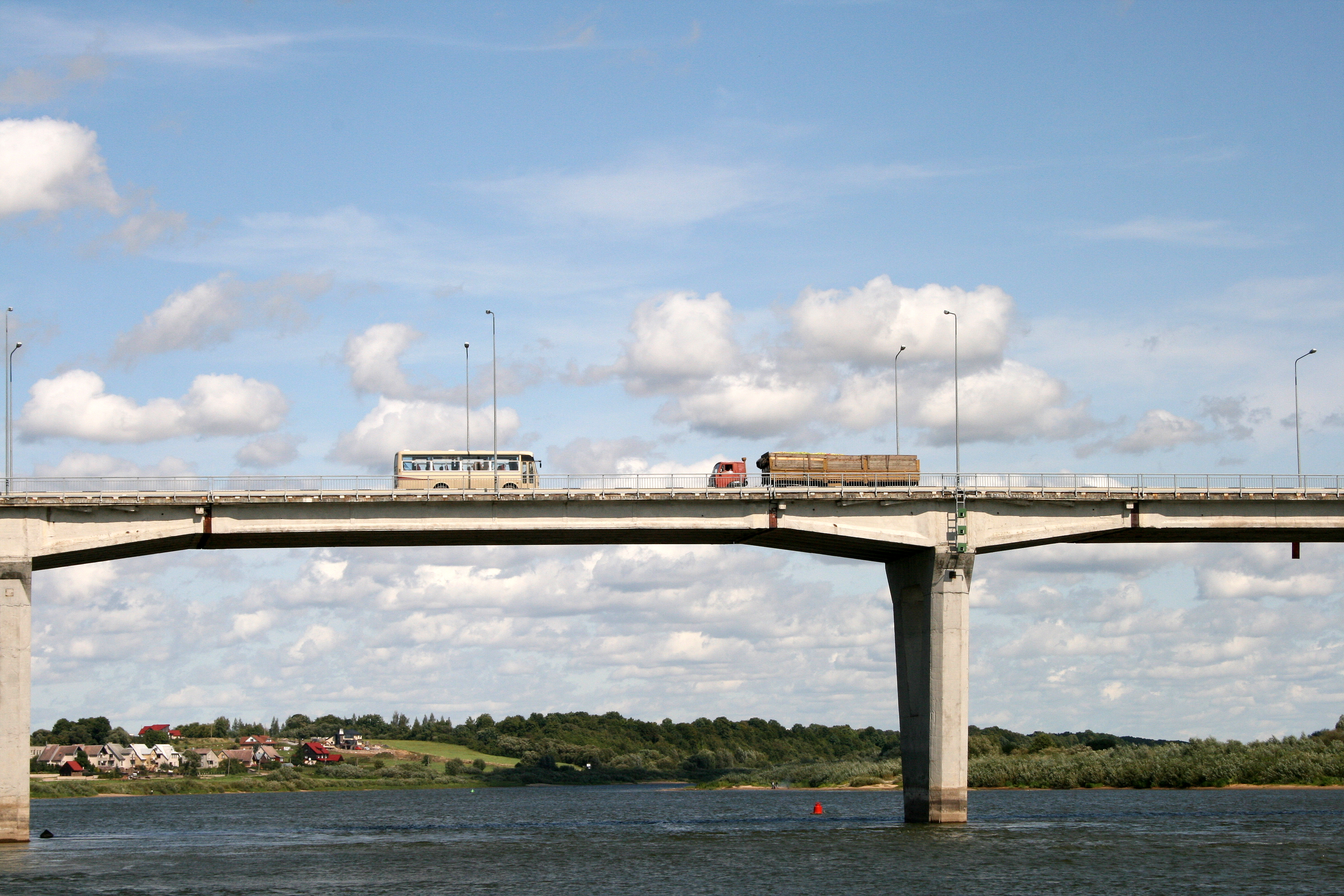
Руслові прольоти мосту, видно балку-підвіску

Міст залізобетонний консольно-балковий. Схема розбивки на прольоти: 2 х 33,0 + 43,5 + 5 х 54 + 43,5 + 2 х 33 м. Руслові прольоти перекриті балками-підвісками, котрі опираються на консолі, закладені в проміжних опорах. Бічні прольоти перекриті залізобетонними балками. Опори V-подібної форми виготовлені з монолітного залізобетону, на пальовій основі. Висота проїжджої частини над рівнем води — 17,3 м. Загальна довжина мосту складає 494 м, ширина — 13 м.
Міст призначений для руху автотранспорту та пішоходів. Проїжджа частина складається з двох смуг для руху автотранспорту. Покриття проїжджої частини і тротуарів — асфальтобетон. Тротуари відокремлені від проїжджої частини металевим бар'єрним огородженням. Поручневе огородження металеве, з простим малюнком. При в'їздах на міст встановлені металеві стели з назвою мосту.